# حاکم وو چین
حاکم وو از چین (به چینی: 秦武公؛ مرگ ۶۷۸ پ. م)؛ فرمانروای ایالت چین در دودمان ژو از ۶۹۷ پ. م تا ۶۷۸ پ. م بود. ایالت چین در آینده همه کشور چین را یکپارچه ساخت و تبدیل به دودمان چین شد. نام اجدادی او یینگ (嬴) و حاکم وو نام پسامرگ او بود.

## زندگی

### جلوس
حاکم وو پسر ارشد و ولیعهد حاکم شیان چین بود. با این حال، هنگامی که حاکم شیان در سال ۷۰۴ پ. مد در سن ۲۱ سالگی درگذشت، وزیران فوجی (弗忌) و سانفو (三父) حاکم وو را خلع کردند و برادر ناتنی کوچکترش چوزی را بر تاج و تخت نشاندند. شش سال بعد، در سال ۶۸ پ. م، سانفو و فوجی، چوزی را ترور کردند و حاکم وو، ولیعهد اصلی را بر تاج و تخت نشاندند.

### سلطنت
در سال ۶۹۷ پ. م، اولین سال سلطنت حاکم وو، چین به قبیله پنگشی (彭戏氏) از مردم رونگ حمله کرد؛ ارتش چین به سمت شرق تا کوه هوآ پیشروی کرد. در سال ۶۹۵ پ. م، حاکم وو سانفو، فوجی و طایفه آن‌ها را به جرم قتل چوزی اعدام کرد. در سال ۶۸۸ پ. م، او به مردم رونگ در سمت غرب حمله کرد و شهرستان‌هایی را در قلمروهای رونگ سابق گی (در تیان‌شوی، گانسو امروزی) و جی (در گانگو، گانسو کنونی) ایجاد کرد. سال بعد، او شهرستان‌های دو (در شی‌آن، شاآنشی امروزی) و ژنگ (در شهرستان هوآ، شاآنشی امروزی) را در شرق تأسیس کرد و ایالت کوچک شیائو گوئو را فتح کرد.

### مرگ و جانشینی
پس از ۲۰ سال سلطنت، حاکم وو در سال ۶۷۸ پ. م درگذشت و در یونگ (در فنگ شیانگ، شانشی امروزی) به خاک سپرده شد. اگرچه حاکم وو پسری به نام بای (白) داشت، اما برادر کوچکترش حاکم ده چین جانشین او شد. حاکم ده پایتخت چین را به یونگ منتقل کرد و پایتخت قدیمی، پینگ یانگ، به شاهزاده بای رسید.

## قربانی‌کردن انسان
به گفته سیما چیان، حاکم وو فرمانروایی بود که مراسم قربانی‌کردن انسان در مراسم تدفین را در ایالت چین آغاز کرد. هنگامی که او در سال ۶۷۸ پ. م درگذشت، ۶۶ نفر را با خود دفن کردند. فرمانروای پسین حاکم مو، که در سال ۶۲۱ پ. م درگذشت، ۱۷۷ نفر از جمله چندین مقام ارشد دولتی را همراه خود دفن کرد. این عمل تقریباً برای سه قرن ادامه داشت تا اینکه حاکم شیان (شیشی) در سال۳۸۴ پ. م آن را ممنوع کرد.